# سازمان امنیت و اطلاعات
سازمان امنیت و اطلاعات چک(به چکی:Bezpečnostní informační služba به انگلیسی:Security Information Service) به اختصار BIS نام سازمان ضد جاسوسی دولت جمهوری چک است که مسائل امنیتی می‌پردازد و وظیفه جمع‌آوری اطلاعات، حفاظت اطلاعات و فعالیت‌های ضداطلاعاتی و اطلاعات در مورد تهدیدهای تروریستی در داخل جمهوری چک را بر عهده دارد. این سازمان پس از تقسیم جمهوری چکوسلواکیا در سال ۱۹۹۳ تأسیس شد. این سازمان توسط قانون č. 154/1994 Sb تعریف شده‌است . مرکز این سازمان در پایتخت پراگ واقع شده‌است. سازمان امنیت و اطلاعات با سازمان‌های اطلاعاتی اتحادیه اروپا، موساد, سیا و پلیس جمهوری چک همکاری می‌کند. ادرس این سازمان BIS Nárožní 1111/2, Praha 5, Stodůlky است. هر سال این سازمان یک گزارش در مورد فعالیت‌های خود را منتشر می‌کند و پخش غیر مخفی از این گزارش در سایت اینترنتی سازمان امنیت و اطلاعات منتشر می‌شود.
هر سال هزینه بودجه این سازمان معمولاً به ۷۰،۶۰۰،۰۰۰ دلاری می‌رسد. ( مثلاً هزینه بودجه برای سال ۲۰۱۱ به ۷۰،۶۲۱،۷۶ دلاری رسید.) درآمد و تجهیزات فنی بزرگترین بخش بودجه است.

## گزارش سالانه
گزارش سالانه سازمان امنیت و اطلاعات در مورد فعالیت‌های خدمت‌های جاسوسی خارجی و تهدیدهای اقتصادی، امنیتی و جرم سازمان یافته در جمهوری چک گزارش می‌دهد. بر اساس این گزارش فساد سیاسی، فعالیت‌های خدمت‌های جاسوسی روسیه و چین، افراط گرایی و تروریسم بزرگترین خطرها است. سازمان امنیت و اطلاعات جمهوری چک صادرات اسلحه و مهمات به خارج هم کنترل می‌کند. هدف این است که برای محدود کردن صادرات اسلحه به کشورهای خطرناک است. در مورد برنامه هسته ای ایران مقامات سازمان امنیت و اطلاعات هشدار می‌دهد که هر گونه عملیات نظامی علیه این کشور واکنش سریع از طرف ایران باعث می‌کند.

## مدیر سازمان امنیت و اطلاعات
مدیر این سازمان در مقابل حکومت جمهوری چک مسولیت دارد. از سال ۲۰۰۳ مدیر سازمان امنیت و اطلاعات ژنرال یرژی لانگ است. یرژی لانگ در سال ۱۹۵۷ به دنیا آمد. وی قبل از سال ۱۹۸۹ در سازمان اطلاعاتی چکوسلواکیا کار می کرد و در سال۱۹۹۰ عضو سازمان امنیت و اطلاعات جمهوری چک شد. تا سال ۲۰۰۳ وی سر گروهی بود که جمع آوری اطلاعات در مورد فعلیت‌های جاسوسی فدراسیون روسیه در جمهوری چک را بر عهده داشت. پس از آنکه در سال ۲۰۰۳ مدیر سازمان امنیت و اطلاعات انتخاب شد. وی از سال ۲۰۰۶ تا سال ۲۰۰۷ به دلیل اخراج مدیر سازمان اطلاعاتی و روابط خارجی جمهوری چک مدیر این سازمان بود. از خلاصه سوابق وی شناخته شده‌است که او پیشهنگی را دوست دارد و به این دلیل از سال ۱۹۷۷ تا سال ۱۹۸۷ رهبر ایک گروه پیشاهتگ بود.
و در آن زمان هم دچار بیماری‌های کلیوی بود.
| فهرست مدیرها     | فهرست مدیرها | فهرست مدیرها |
| اسم مدیر         | تاریخ        | عکس          |
| ---------------- | ------------ | ------------ |
| Stanislav Devátý | 1994-1997    |              |
| Karel Vulterin   | 1997-1999    |              |
| Jiří Růžek       | 1999-2003    |              |
| Jiří Lang Špalík | 2003 -       |              |